# 王侾
大原公王侾（韓語：대원공 왕효，？—1170年正月），是高麗國第十五任君主肅宗王顒的第五子，生母明懿太后柳氏。

## 生平
王侾有同母兄長睿宗王俁、上黨侯王佖、圓明國師王澄儼、帶方公王俌、弟弟齊安公王偦、通義侯王僑與姊妹大寧宮主、興壽宮主、安壽宮主和福寧宮主。
王侾在肅宗七年（1102年）受賜名，兄長睿宗即位後在元年（1106年）受封為奉義同德功臣、開府儀同三司、檢校太保、守司徒兼尚書令、上柱國、大原侯（韓語：봉의동덕공신 개부의동삼사 검교태보 수사도 겸 상서령 상주국 대원후），食邑二千戶。四年後（1110年）加廣孝功臣、守太尉，食邑三千戶，王侾本想推辭，但睿宗不允許。睿宗九年（1114年）再加封他守仁功臣（韓語：수인공신），並升為公，食邑增至三千百戶。
睿宗十七年（1122年）他受到李資謙陷害，被迫逃到南部，後來高麗仁宗即位後召還回開京，授奉順同德守節贊化功臣、開府儀同三司、檢校太師·守太保兼尙書令、上柱國（韓語：봉순동덕수절찬화공신 개부의동삼사 검교태사 수태보 겸 상서령 상주국），食邑再增至三千五百戶，到毅宗二十四年（1170年）去世。
王侾只有一子王瑊（韓語：왕감），封江陽侯（後為江陽公）。